# Karamoko Cissé
Pour les articles homonymes, voir Cissé.
Karamoko Cissé né le 14 novembre 1988 à Koubia, est un footballeur international guinéen.

## Biographie
Il quitte son pays avec sa famille en l'an 2000 et s'installe à Sorisole. Karamoko Cissé a participé à la Coupe d'Afrique des nations 2008 avec la sélection guinéenne. Il a longtemps été considéré comme un des plus grands espoirs du football africain et digne successeur de Samuel Eto'o en Afrique. 